# Mitobates inermis
Mitobates inermis is een hooiwagen uit de familie Gonyleptidae.